# LaRose
LaRose è un romanzo della scrittrice statunitense Louise Erdrich, pubblicato nel 2016 ed edito in lingua italiana nello stesso anno per la Giangiacomo Feltrinelli Editore nella collana "I Narratori". 

## Personaggi
- LaRose, giovane nativo americano, protagonista della storia
- Peter, capofamiglia
- Landreaux, padre di LaRose e cognato di Peter
- Nola, moglie di Peter
- Dusty, figlio di Peter

## Trama
Ambientato in Dakota del Nord, in una riserva indigena, come i due precedenti romanzi dell'autrice, nel 1999. 
Due famiglie imparentate di una riserva attendono la vigilia del nuovo millennio, allestendo i preparativi per le imminenti feste natalizie. Landreaux, uno dei due capifamiglia, uscendo per una battuta di caccia uccide involontariamente il nipote Dusty; per lenire il dolore e seguendo le tradizioni del suo popolo, Landreaux e la moglie cedono il figlio LaRose a Peter e Nola come richiesta di perdono nella speranza di evitare ogni sentimento di rivalsa.